# Stenocephalemys albocaudata
Stenocephalemys albocaudata is een knaagdier uit het geslacht Stenocephalemys dat voorkomt in de oostelijke bergen van Ethiopië, op 3000 tot 4050 m hoogte. Deze soort komt voor in graslanden op grote hoogte ("Afro-alpine moorland"). Deze soort is het nauwste verwant aan een onbeschreven soort (Stenocephalemys sp. A). Het karyotype bedraagt 2n=54, FNa=62.
Stenocephalemys albipes · Stenocephalemys albocaudata · Stenocephalemys griseicauda · Stenocephalemys ruppi · Stenocephalemys sokolovi · Stenocephalemys zimai